# 大阪愛犬家連続殺人事件
大阪愛犬家連続殺人事件（おおさかあいけんかれんぞくさつじんじけん）とは、1992年（平成4年）6月下旬から1993年（平成5年）10月29日にかけて日本の大阪府で発生し、1994年（平成6年）に発覚した連続殺人事件。大阪府大阪市や同府堺市に在住していた男女5人が「犬の訓練士」を自称する男U（逮捕当時39歳）によって筋弛緩剤を注射されて殺害され、死体を長野県塩尻市の農地に埋められた。犯人Uは1994年1月26日、被害者の1人に対する死体遺棄容疑で大阪府警察・長野県警察の共同捜査本部に逮捕され、後に被害者5人に対する殺人罪・死体遺棄罪で起訴された。Uは無罪を主張したが、刑事裁判の第一審（大阪地裁）・控訴審（大阪高裁）で死刑判決を言い渡され、2005年（平成17年）12月の最高裁判決によって死刑判決が確定した。
一連の事件は警察庁により、広域重要事件120号に指定された。

## 事件の経緯
犯人の男Uは犬好きであり、ある日かかりつけの獣医師が子犬に筋弛緩剤（塩酸スキサメトニウム）を注射して安楽死させているのを見て、獣医師から口実をもうけて筋弛緩剤を入手した。
犯人は十分な知識も持たずに長野県塩尻市内の土地を借り、犬の訓練所を開業。営業資金は口コミや、自ら出向いて街で声をかけたりして集めていた。
1992年4月ごろ、Uは旧友の男性（当時23歳）と散歩中に偶然再会、しかしそのうち口論などのトラブルにより筋弛緩剤を注射して最初の殺人を犯す。他にも1992年から1993年にかけて出資上のトラブルから計4人の男女を筋弛緩剤で相次いで殺害、遺体は訓練所の敷地内に埋めて遺棄した。確定判決によれば、Uは1992年6月下旬ごろ、塩尻市の農地に駐車した自動車内で大阪府堺市の無職男性A（当時23歳）に筋弛緩剤を注射して殺害、遺体を埋めた。また同年7月26日、塩尻市の農地に駐車した車内で大阪府大阪市東淀川区の無職男性B（当時33歳）を同様に殺害、遺体を埋めた。同月30日には同様に大阪市住之江区の土木作業員男性C（当時20歳）を殺害、遺体を埋めた。1993年（平成5年）10月26日、Uは当時住んでいた大阪府八尾市の自宅で、大阪市住吉区の主婦D（当時47歳）に筋弛緩剤を注射して殺害、また同月29日には大阪市平野区の路上に駐車した車内で、堺市の主婦E（当時47歳）の顔にビニール袋を被せた上で粘着テープを巻き付け、筋弛緩剤を注射することでEを殺害した。同年11月2日、UはDの遺体をロッカーに入れ、またEの遺体をビニールシートなどで包んだ上で、それぞれ塩尻市の農地に埋めた。またUは逮捕後、静岡県の元パチンコ店員男性（当時18歳）も殺害して遺体を山梨県の富士山麓にある青木ヶ原樹海に捨てたとも自供したが、この男性の遺体は発見されなかったため、この件の立件は見送られている。
大阪府警察捜査一課は1993年11月までに、大阪市の男性1人 (B) が1992年8月、大阪市と堺市それぞれの女性2人 (D・E) が1993年10月に失踪したことを把握し、彼らはいずれも40歳以上である一方で家出するような理由は見られないことに加え、女性2人は失踪前に現金100万円近くを持ち出したり、本人の口座から1000万円以上が引き出されたりしており、また趣味にも共通点があることから、3人とも事件に巻き込まれた可能性が高いと判断、交友関係の洗い出しなどの捜査を開始した。その結果、この3人はいずれも犬好きであり、同じ犬の訓練士を名乗る男性から飼い犬の躾の仕方などの相談を受けていたこと、そしてその「訓練士」は1993年10月に女性2人 (D・E) が失踪してから、それまでは彼女たちの自宅に頻繁に連絡していたにもかかわらず、連絡が途絶えていることが判明した。そして、その「訓練士」はD・Eの失踪とほぼ同時期にレンタカーを借り、1000 km以上の距離を走行して返却していることも判明した。その後、捜査一課は同年12月、「訓練士」の元同僚であるCが1992年7月27日を最後に失踪していることも把握し。このような経緯や背景から、捜査一課は彼ら4人がいずれも愛犬家およびその関係者だったことや、失踪前に多額の現金を引き出すなど失踪時の状況が酷似していたことから、金銭トラブルなどから事件に巻き込まれた可能性があるとして捜査した。その結果、Dの失踪直後にUが堺市のレンタカー会社のトラックで塩尻市の知人宅に行き、同市内のリース業者からパワーショベルを借り、それを知人の所有する農地へ運ばせていたこと、そして借りたトラックの荷台には4人のうちの1人と同じ血液型の血痕が付着していたことが判明した。このため捜査一課は1994年（平成6年）1月26日、塩尻市洗馬岩垂にある農地を掘り起こし、地表から約20 cmのところに埋まっていた金属製ロッカー（高さ1.8 m×幅40 cm×奥行き50 cm）の中からDの遺体を発見、「広域にわたる主婦殺人、死体遺棄事件」として、長野県警察とともに共同の捜査本部を設置した。Uは大阪府警と長野県警の共同捜査本部から死体遺棄容疑で指名手配され、同日に堺市内で逮捕された。同日、警察庁はこの事件を広域捜査が必要な重要事件として「警察庁準指定6号」に指定した。その後、Uは5人全員を殺害して埋めたことを自供、同年2月10日には男女2遺体が発見されたため、警察庁は同日、広域重要事件捜査要綱に基づき、事件を広域120号事件として指定した。
後にUは被害者5人全員に対する殺人罪・死体遺棄罪で大阪地方裁判所へ起訴され、刑事裁判の第一審は大阪地裁第7刑事部に係属した。当初の裁判長は清田賢だったが、後述の論告求刑公判および判決公判時点では湯川哲嗣に交代していた。第一審の公判で、被告人Uは起訴内容を全面的に否認し、無罪を主張したが、1997年（平成9年）9月3日の論告求刑公判で、検察官はUに死刑を求刑した。1998年（平成10年）3月20日に第一審判決公判が開かれ、大阪地裁（湯川哲嗣裁判長）は捜査段階における自白などから、一連の犯行はいずれもUによる犯行と認定し、Uを死刑とする第一審判決を言い渡した。
Uは第一審判決を不服として大阪高等裁判所へ控訴したが、大阪高裁（栗原宏武裁判長）は2001年（平成13年）3月15日の判決公判で、Uの控訴を棄却する控訴審判決を言い渡した。Uは同判決を不服として最高裁判所へ上告したが、2005年（平成17年）12月15日に最高裁第一小法廷（横尾和子裁判長）で上告棄却の判決を言い渡されたため、死刑が確定した。
死刑確定後、Uは死刑確定者（死刑囚）として大阪拘置所に収監されている。
なお、1993年には埼玉県でも愛犬家連続殺人事件が発生している。こちらの事件とは無関係であるが、被害者がいずれも愛犬家であり、犯人は獣医師から犬を安楽死させるためという名目で騙し取った毒物で被害者らを殺害したという点が共通している。これらの事件を受け、日本獣医師会はそれぞれの事件に際し、全国の獣医師会と日本小動物獣医師会に対し、毒薬の保管、使用は獣医師自らが責任を持って行い、確認するよう求める緊急通達を出した。